# Campeonato de Portugal 1932
Il Campeonato de Portugal 1932 fu l'undicesima edizione del Campeonato de Portugal, torneo antenato della Coppa di Portogallo. Nella finale del 3 luglio 1932 le due squadre (Porto e Belenenses) pareggiarono 4-4 e si dovette giocare una ripetizione per decretare un vincitore. Nello spareggio, disputato il 17 luglio, il Porto superò i rivali col risultato di 2-1 e si laureò campione per la terza volta nella sua storia.
A partire da questa edizione negli incontri di andata e ritorno contò anche il computo dei gol.

## Partecipanti
- Algarve:  Lusitano VRSA,  Olhanense,  Portimonense
- Aveiro:  Espinho
- Coimbra:  Conimbricense,  Académica
- Évora:  Lusitano,  Juventude de Évora
- Leiria:  Marinhense,  Ginásio SL
- Lisbona:  Benfica,  União de Lisbona,  Sporting Lisbona,  Carcavelinhos FC,  Belenenses,  União Operária,  Casa Pia
- Madera:  Marítimo
- Porto:  Porto,  Salgueiros,  Leça,  Boavista,  Académico
- Portalegre:  Estrela Portalegre
- Setúbal:  Vitória Setúbal,  Luso,  Barreirense
- Viana do Castelo:  Vianense
- Vila Real:  Vila Real

## Primo Turno
|                  | Risultato |                    |
| ---------------- | --------- | ------------------ |
| Vitória Setúbal  | 6 - 3     | Portimonense       |
| União de Lisbona | 6 - 0     | Conimbricense      |
| Sporting Lisbona | 7 - 1     | Lusitano           |
| Benfica          | 2 - 1     | Estrela Portalegre |
| Salgueiros       | 12 - 1    | Vila Real          |
| Olhanense        | 1 - 0     | Carcavelinhos FC   |
| Espinho          | 4 - 1     | Académico          |
| Luso             | 6 - 2     | Lusitano VRSA      |
| Porto            | 18 - 0    | Ginásio SL         |
| Barreirense      | 3 - 2     | Marinhense         |
| Belenenses       | 4 - 2     | União Operária     |
| Casa Pia         | 1 - 0     | Juventude de Évora |
| Boavista         | 2 - 0     | Vianense           |
| Académica        | 2 - 0     | Leça               |

## Secondo Turno
|                  | Risultato |                 | Andata | Ritorno |  |
| ---------------- | --------- | --------------- | ------ | ------- |  |
| União de Lisbona | 3 - 2     | Vitória Setúbal | 0 - 2  | 3 - 0   |  |
| Benfica          | 7 - 3     | Espinho         | 4 - 1  | 3 - 2   |  |
| Olhanense        | 4 - 2     | Casa Pia        | 2 - 1  | 2 - 1   |  |
| Luso             | 7 - 4     | Boavista        | 2 - 2  | 5 - 2   |  |
| Porto            | 6 - 1     | Salgueiros      | 2 - 0  | 4 - 1   |  |
| Barreirense      | 8 - 5     | Académica       | 3 - 3  | 5 - 2   |  |
| Sporting Lisbona | 0 - 15    | Belenenses      | 0 - 6  | 0 - 9   |  |

## Quarti di finale
|             | Risultato |                  | Andata | Ritorno |  |
| ----------- | --------- | ---------------- | ------ | ------- |  |
| Benfica     | 3 - 2     | Luso             | 1 - 0  | 2 - 2   |  |
| Porto       | 3 - 2     | Marítimo         | 3 - 2  | 0 - 0   |  |
| Barreirense | 4 - 3     | Olhanense        | 2 - 0  | 2 - 3   |  |
| Belenenses  | 5 - 2     | União de Lisbona | 4 - 0  | 1 - 2   |  |

## Semifinali
|            | Risultato |             | Andata | Ritorno |  |
| ---------- | --------- | ----------- | ------ | ------- |  |
| Benfica    | 1 - 5     | Porto       | 1 - 2  | 0 - 3   |  |
| Belenenses | 4 - 3     | Barreirense | 1 - 0  | 3 - 3   |  |

## Finale
| Coimbra 3 luglio 1932                                                                                            | Porto     | 4 – 4 referto                           | Belenenses | Campo do Arnado |
| \| \| \| \| \| Pinga 18’, 25’ Castro 55’ Valdemar 61’ \| Marcatori \| 31’, 71’, ?’ Augusto Silva 76’ Nogueira \| |           |                                         |            |                 |
| |           |                                         |            |                 |
| Pinga 18’, 25’ Castro 55’ Valdemar 61’                                                                           | Marcatori | 31’, 71’, ?’ Augusto Silva 76’ Nogueira |            |                 |

### Ripetizione
| Coimbra 17 luglio 1932                                                            | Belenenses | 1 – 2 referto               | Porto | Campo do Arnado |
| \| \| \| \| \| Bernardo Soares 38’ \| Marcatori \| 11’ (rig.) Pinga 62’ Acácio \| |            |                             |       |                 |
|                                                                                   |            |                             |       |                 |
| Bernardo Soares 38’                                                               | Marcatori  | 11’ (rig.) Pinga 62’ Acácio |       |                 |